# Ланберг, Виктор Александрович
Виктор Александрович Ланберг (род. 16 февраля 1956, Курск) — русский актёр, живущий в Эстонии. Широкую известность получил благодаря роли резидента германской разведки в Эстонии Отто Нолмара в телесериале «Исаев».

## Биография
Родился 16 февраля 1956 в городе Курске. Детство и юность провёл в Эстонии. Учился в 25-й русской школе Таллина. Служил в Советской Армии.
В 1977 окончил ГИТИС (актерский курс Андрея Гончарова).
Играл в Московском академическом театре имени Маяковского, затем в Таллинском Русском драматическом театре. Проработал там пять сезонов, потом один сезон в Литве.
В 1989 получил образование журналиста телевидения и радио, пройдя обучение в Германии (Кёльн). Пытался натурализоваться в Германии. Вернувшись в Эстонию, работал в русской и немецкой редакциях на эстонском радио. В начале 1990-х основал на эстонском радио редакцию радиотеатра на русском языке. Как режиссёр радиотеатра выпустил более 60 радиоспектаклей. После закрытия радиотеатра на русском языке работал главным редактором на таллинском телеканале STV, который покинул со скандалом и последующим судебным разбирательством с хозяевами телеканала. Сотрудничал как журналист и референт с немецкими газетами, радио и на телевидении. Работал как синхронный переводчик с русского и эстонского на немецкий язык. До января 2014 года являлся куратором музея в домике Петра I в Кадриорге.
В 2008—2009 по предложению кинорежиссёра Сергея Урсуляка вернулся к актёрской профессии, снявшись в сериале «Исаев». В 2010 снялся в главной роли (Альфред) у австрийского режиссёра Бернхарда Каммеля (Bernhard Kammel) в фильме «Ночь на закате лета» («Eine Spätsommernacht»). Мировая премьера состоялась на 33-м Московском кинофестивале. Премьера в Вене прошла 17 декабря 2011. В Берлине премьера состоялась 14 февраля 2012 в кинотеатре «Babylon». Ланберг сыграл водителя автобуса, который приглашает к себе в горное бунгало некоторых пассажирок с их приятелями на вечеринку. Там он пытается инсценировать «конец света», спровоцировав у своих гостей приступы душевного стриптиза. В 2016 году снялся в главной роли (профессор Абрикосов) у финского режиссёра Лаури Рандла в чёрной кинокомедии "Мавзолей". Премьера прошла на фестивале в Тампере 13 марта 2016 года. 
Проживая в Эстонии и являясь её гражданином, считает себя вынужденным русским эмигрантом, а своим Отечеством — Россию. Исповедует православное христианство.

## Ланберг о себе
«Во мне течёт 25 процентов немецкой крови. Я считаю себя русским человеком: воспитан русской школой, русским театральным институтом. Моя судьба, моя жизнь — русский язык, русская культура, русское театральное искусство. А Германия, немецкая культура, немецкая история — любовь, привязанность. Нам, русским артистам, русским художникам, свойственны ностальгия, нытьё, расхлябанность. Для немецкого артиста это неприлично… У меня сложилось впечатление, что личность актёра-художника в конце XX века нежизнеспособна. Это не роль творца… Мне кажется, что я сумею принести больше пользы как театральный педагог». (1996)

## Критика
Актёрская тема Ланберга — столкновение хрупкого, не очень приспособленного к тому, чтобы преодолевать тяготы жизни человека с силой, многократно превосходящей его способность к сопротивлению… Точность игры Ланберга, а он всегда был дьявольски точен: и в пластическом рисунке, и во внутренней жизни образа… Элегантный, один из немногих актеров, умеющих носить фрак, лёгкий, музыкальный.
 (Б.Тух, 1996)

## Семья
Был неоднократно женат. Имеет трёх сыновей.

## Факты
- В титрах к телесериалу «Исаев» в написании фамилии актёра допущена опечатка — Ламберг[3].
- Прототипом германского шпиона Отто Нолмара являлся главный идеолог нацизма при Гитлере Альфред Розенберг[2].
- Превосходно владеет немецким языком, который знает с раннего детства. Телезрители могут оценить его выдающиеся лингвистические способности[3].
- Фамилия Ланберг (Lahnberg) имеет немецкое происхождение. В дословном переводе она означает «груда сплющенной проволоки».
- Сценический псевдоним в Эстонии — Аллан Берг. Лучшая роль — Александр Пыльников в пьесе по роману Ф. Сологуба «Мелкий бес» в постановке Р. Виктюка[1].
- Владеет также эстонским языком[1].
- Имеет способность говорить, не открывая рта[3].

## Фильмография
1. 1980 — Лючия ди Ламмермур — спутник композитора
2. 1981 — Жертва науки — эпизод
3. 1985 — Вариант «Зомби» — Тормис
4. 2000 — документальный фильм «Как по Божьей горе…». Автор сценария и режиссёр.
5. 2000 — документальный фильм «Отчина». Автор сценария и режиссёр.
6. 2009 — Исаев. Часть 1. Бриллианты для диктатуры пролетариата — Отто Васильевич Нолмар, резидент германской разведки
7. 2011 — Ночь на закате лета — Альфред, главная роль. Австрия.
8. 2012 — После школы — Геннадий, папа Фриды, врач-травматолог
9. 2012 — документальный фильм «Я долго буду с вами…». Автор сценария и режиссёр.
10. 2016 — документальный фильм «Князь Сергей Шаховской — губернатор Эстляндии». Автор сценария и режиссёр.
11. 2016 — Мавзолей (Mausoleum) — профессор Абрикосов, главная роль. Финляндия.
12. 2023 — Праведник — Исаак Нойман